# Parakneria kissi
Parakneria kissi är en fiskart som beskrevs av Poll, 1969. Parakneria kissi ingår i släktet Parakneria och familjen Kneriidae. IUCN kategoriserar arten globalt som otillräckligt studerad. Inga underarter finns listade i Catalogue of Life.